# 王曉民 (1946年)
王曉民（1946年5月13日—2010年3月），女，中华民国人物，二戰後台灣第一個受社會廣泛注目的植物人。1963年，王曉民在台灣省立台北第二女中擔任管樂隊指揮，於同年9月17日時騎腳踏車經過今台北市八德路敦化南路口附近，因計程車追撞而成為植物人，直到逝世都未清醒。

## 生平

### 家庭背景
王晓民出身軍眷家族，父親為空軍上校王雲雷，母親為趙錫念。家族除父母外，尚有三個妹妹。

### 車禍
1963年9月17日，王曉民偕另一位男同學騎腳踏車沿今八德路欲前往松山，經過今敦化南路口附近，因計程車司機車速過快，未保持安全距離，且無減速或轉向狀況下直接撞擊，王曉民被撞至空中後摔落，頭部撞碎計程車擋風玻璃，擋風玻璃及儀表版全毀。王曉民頭部嚴重受傷，前額底骨折斷，腦幹部和左側眼神經受損，成為植物人，肇事駕駛後因過失重傷害罪判處有期徒刑七月。
由於王曉民是明星學校的高材生，而且只有十七歲，此事件引起台灣各界的廣泛關注。但因為當時台灣社會鮮少植物人病例，當年媒體甚至以「活屍」、「活死人」來形容。王曉民父親王雲雷與母親趙錫念堅持不放棄王曉民，王家值錢的財物因醫療費用而典盡當光，兩個妹妹也因無錢讀書而輟學，在家幫忙父母照顧昏迷的姐姐。1967年，在各界善心人士捐款與美軍協防台灣司令部、美國第十三航空隊的協助下，王家終於有機會赴美求醫，不過根據美國紐約聖文生天主教醫療中心（Saint Vincent's Catholic Medical Center）的檢查結果，發現王曉民的大腦受損得非常厲害，任何大腦手術，都將無濟於事，注定了王曉民植物人的命運。
王曉民父母後半生全力擔起了照顧王曉民的責任，對愛女照顧得無微不至，除了與看護輪班為其抽痰、按摩，還定期帶她出去曬太陽，有時王曉民晚上氣喘、盜汗，王曉民的父母因徹夜照顧，體力負擔極大，甚至有26小時未曾闔眼的情況。父母兩人經常因此累倒。臥床數十年間，王曉民曾多次因突發狀況，緊急送到高雄長庚與榮總治療，醫護人員都為王曉民長期臥床卻不長褥瘡、皮膚細嫩感到訝異。趙錫念於1996年因為胃癌去世，1999年，父親王雲雷也因癌症過世，王曉民改由妹妹們委託專業機構看護。
2011年1月4日台灣媒體報導王曉民已經於2010年3月逝世。王曉民家屬因為行事低調，直到高雄縣市合併整理相關資料時，發現其身心障礙手冊已在2010年3月註銷，外界才知道王曉民已去世。

## 安樂死爭議
長期臥床的王曉民，雖有父母無比執著、無比忍耐的照顧，身體卻還是開始陸續出現各種疾病。1983年，當時呈現植物人狀態已二十年之久的王曉民，肺部萎縮，呼吸困難，肺部萎縮後，頻頻抽痰，氣管已紅腫，必須抬高右臂，卻又因此造成右臂骨折。趙錫念擔心自己死後王曉民無人照護，因此向立法院請願，要求速訂安樂死法律，使她的女兒王曉民能解脫殘酷的病痛折磨。此事在立法院引發激烈辯論。由於多數委員反對，且學者對於日後可能的安樂死濫用存有疑慮，因此未獲結論。

## 參见
- 植物人
- 安樂死
- 無效醫療